# Aleksandr Sorokin
Aleksandr Sorokin (ur. 30 września 1981) – litewski lekkoatleta uprawiający biegi długodystansowe, specjalizujący się w ultramaratonach. Mistrz i rekordzista świata w biegu 24-godzinnym.

## Kariera
W 2017 roku zwyciężył w Spartathlonie z czasem 22:04:04.
W grudniu 2019 roku po raz pierwszy w karierze został mistrzem świata w biegu 24-godzinnym, przebiegając 278,972 km.
6 stycznia 2022 roku ustanowił w Tel Awiwie dwa nowe rekordy świata – w biegu 12-godzinnym wynoszący 177,41 km oraz na dystansie 100 mil z czasem 10:51:39.
We wrześniu 2022 roku został mistrzem Europy w biegu 24-godzinnym, ustanawiając nowy rekord świata wynoszący 319,614 km.
14 maja 2023 roku w Wilnie ustanowił nowy rekord świata w biegu na 100 km wynoszący 6:05:35.
W grudniu 2023 roku ponownie został mistrzem świata w biegu 24-godzinnym, pokonując dystans 301,790 km.